# Iordăcheanu
Iordăcheanu es una comuna ubicada en el distrito de Prahova, Rumania.

## Superficie
Posee una superficie de 54,92 kilómetros cuadrados.

## Demografía
Hasta 2021 la población era de 5107 habitantes, con una densidad de población de 92,99 habitantes por kilómetro cuadrado.